# Claude Corbineau

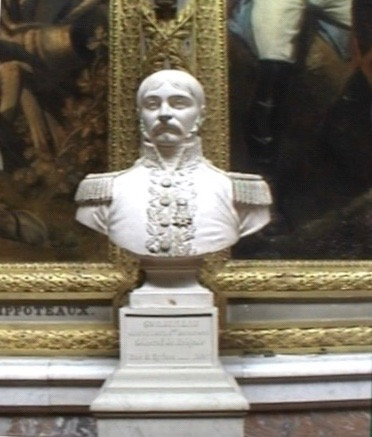
Büste in der Schlachtengalerie des Schloss Versailles

Claude Louis Constant Esprit Juvénal Gabriel Corbineau (* 7. März 1772 in Laval; † 8. Februar 1807 bei Preußisch Eylau) war ein französischer Général de brigade der Kavallerie. 

## Leben
Corbineau war der älteste Sohn des Offiziers Jean-Charles Corbineau, die Generäle Jean-Baptiste (1776–1848) und Hercule Corbineau (1780–1823) waren seine Brüder. Bereits zu Anfang ihrer militärischen Karriere begann man die drei Brüder „Les trois Horaces“ nach den mythischen Drillingen aus dem römischen Geschlecht der Horatier zu nennen und dieser Name blieb ihnen zeit ihres Lebens. 
Mit 16 Jahren trat Corbineau 1788 in die Armee ein und konnte in den Revolutionskriegen schon bald seine Fähigkeiten beweisen. Es folgten mehrere Beförderungen und bereits im Januar 1792 kam er als Aide-de-camp in den Stab von General Louis-Auguste Juvénal des Ursins d’Harville. 
Unter Führung von General Charles-François Dumouriez kämpfte er in der Schlacht bei Wattignies (15./16. Oktober 1793) und wurde mehrfach verwundet. 
Nach seiner Rückkehr in den aktiven Dienst führte Corbineau in der Sambre- und Maas-Armee ein eigenes Kommando. Im Stab von General Lazare Hoche übernahm er weitere administrative Aufgaben. Unter Führung Hoches nahm er 1796 auch an Napoleons Irischer Expedition teil. Dabei sollte die Society of United Irishmen unter Theobald Wolfe Tone in ihrem Unabhängigkeitskampf gegen die Engländer unterstützt werden, doch dieser Feldzug scheiterte gänzlich. 
Unter General Jean-Victor Moreau kämpfte Corbineau in der Schlacht bei Hohenlinden (3. Dezember 1800) und kehrte nach dem Friedensschluss von Lunéville (9. Februar 1801) nach Hause zurück. 
Nach weiteren Beförderungen wurde Corbineau in den Stab von Napoleon aufgenommen und kämpfte in der Schlacht bei Preußisch Eylau (7./8. Februar 1807). Er fiel am Ende der Kämpfe und fand seine letzte Ruhestätte am Rande des Schlachtfeldes.

## Ehrungen
- Dezember 1803 Ritter der Ehrenlegion
- Juni 1805 Offizier der Ehrenlegion
- Dezember 1805 Kommandeur der Ehrenlegion
- Sein Name findet sich am östlichen Pfeiler (16. Spalte) des Triumphbogens am Place Charles-de-Gaulle (Paris).
- Der Bildhauer Philippe Joseph Henri Lemaire schuf von Corbineau eine Büste für die Schlachtengalerie (Prinzenflügel) im Schloss Versailles.
- Die Rue Corbineau im 18. Arrondissement von Paris wurde nach ihm benannt.
- Die Rue Corbineau in Marchiennes wurde nach ihm und seinen beiden Brüdern benannt.